# عالی احمدان
عالی احمدان نام روستایی است از توابع بخش جناح شهرستان بستک استان هرمزگان
در جنوب ایران.
این روستا جزء دهستان فرامرزان در ضلع شمال غربی بخش جناح واقع شده‌است.

## محدوده عالی احمدان
از شمال کوه، از جنوب رودخانه مهران، از مغرب دهنو قلندران، و از سمت مشرق به هنگویه محدود می‌گردد.

## جمعیت
جمعیت این روستا بر اساس سرشماری سال ۱۳۸۵ جمعیت آن ۵۸۴ نفر (۱۱۶ خانوار)
بوده است. و دارای آب وهوای
بیابانی ـ نیمه بیابانی، گرم و خشک است و از بارش باران بهره چندانی ندارد.

## مشکل آب
مردم در بیشتر اوقات سال از کم‌آبی در رنج و مشقت به سر می‌برند.
مردم عالی احمدان زحمت کش، سخت کوش و مهمان نوازند.
روستای عالی احمدان به علت کم‌آبی و بارش کم از طبیعت سر سبز مناسبی برخوردار نیست. آب آشامیدنی، از آب انبارهایی «برکه» که توسط نیکوکاران ساخته شده تأمین می‌شود که کاملاً بهداشتی نبوده و به‌طور مرتب کلرینه نمی‌شود. یک روز در ماه آب لوله کشی
در روستا وجود دارد که به علت فرسودگی لوله‌ها، ضعیف بودن قطر لوله‌ها و مسیر طولانی آن‌ها بخصوص خانواده‌های بالادست روستا با نبود آب روبرو هستند و ناچار شده‌اند که چاه آبی را با هزینه بالا حفر کنند تا مشکل کم‌آبی خودرا جبران نمایند.

## امکانات
دارای یک باب مسجد، یک دارالقرآن، بانک ملی و خانه بهداشت است.
یک باب مدرسه ابتدائی مختلط (پسرانه و دخترانه) یک نانوائی ماشینی، یک کارگاه مکانیکی به نام برادران استوار دارد که در منطقه فرامرزان و حتی در سطح شهرستان بستک زبانزد مردم است که مردم عالی احمدان به وجود آن افتخار می‌کنند.
تعداد سه باب کارگاه نجاری برادران پرواز و تیزهوش نیز معروفیت دارد که پیشینه‌ای دیرینه داشته و در شهرستان بستک بی‌همتاست. مدرسهٔ راهنمایی به صورت مختلط که شروع کارش از مهر هشتادو نه بود. کتابخانه عمومی امام محمد ابن ادریس شافعی که با همت خیرین و کمکهای مردمی برپاشده.
نحوه فعالیت دارالقرآن نیز چنین است که در ایام سال تحصیلی، کودکان و خردسالان آموزش قرآن و پیش‌دبستانی می‌بینند و در ایام تعطیلات تابستانی جهت پر کردن اوقات فراغت دانش آموزان، کلاس آموزشی قرائت قرآن، اخلاق و احکام برگزار می‌گردد که هزینه آن به عهده نیکوکاران و مردم بوده و فعالیتی چشمگیر دارد.
دانش آموزان پسر و دختر راهنمایی، دبیرستان و پیش‌دانشگاهی در روستای مجاور به نام هنگویه تحصیل می‌کنند
صنایع دستی روستا عبارت‌اند از گلیم، خورجین‌بافی به شیوه سنتی که بافنده آن در سال ۲۰۰۵ عمدتاً شخصی به نام عبدالله راستگو فرزند علی بوده‌است.

## فهرست منابع و مآخذ
- محمدیان، کوخردی، محمد،  «شهرستان بستک و بخش کوخرد» ، ج۱. چاپ اول، دبی: سال انتشار ۲۰۰۵ میلادی.
- عباسی، قلی، مصطفی،  «بستک وجهانگیریه» ، چاپ اول، تهران: ناشر: شرکت انتشارات جهان معاصر، سال ۱۳۷۲ خورشیدی.
- سلامی، بستکی، احمد.  (بستک در گذرگاه تاریخ)  ج۲ چاپ اول، ۱۳۷۲ خورشیدی.
- نگاره‌ها از: احمد سلمان گوده‌ای و محمد محمدیان کوخِردی.
- بالود، محمد.  (فرهنگ عامه در منطقه بستک)  ناشر همسایه، چاپ زیتون، انتشار سال ۱۳۸۴ خورشیدی.
- مهندس: موحد، جمیل. (بستک و خلیج فارس) چاپ اول، تهران: سال انتشار ۱۳۴۳ خورشیدی.
- بالود، محمد.  (فرهنگ عامه در منطقه بستک)  ناشر همسایه، چاپ زیتون، انتشار سال ۱۳۸۴ خورشیدی.
- الکوخردی، محمد، بن یوسف، (کُوخِرد حَاضِرَة اِسلامِیةَ عَلی ضِفافِ نَهر مِهران Kookherd, an Islamic District on the bank of Mehran River) الطبعة الثالثة، دبی: سنة ۱۹۹۷ للمیلاد.
- بختیاری، سعید،  «اتواطلس ایران» ، “ مؤسسه جغرافیایی وکارتگرافی گیتاشناسی، بهار ۱۳۸۴ خورشیدی.
- چمن پیرا، ناصر پاییز ۱۳۷۴ خورشیدی.
- محمد، صدیق «تارخ فارس» صفحه‌های (۵۰ ـ ۵۱ ـ ۵۲ ـ ۵۳)، چاپ سال ۱۹۹۳ میلادی.
- اطلس گیتاشناسی استان‌های ایران [Atlas Gitashenasi Ostanhai Iran] (Gitashenasi Province Atlas of Iran)